# Головачёв, Андрей Григорьевич
Андрей Григорьевич Головачёв (род. 22 июня 1967, посёлок Ярега, городской округ Ухта, Коми АССР, РСФСР, СССР) — российский серийный убийца, совершивший не менее 16 убийств на территории 6 субъектов Российской Федерации в период с 1996 по 2000 год. Известен под прозвищами «Шварц» и «Квартирный маньяк», так как его жертвами в основном становились владельцы квартир и домов, в которых преступник арендовал комнаты. В 2002 году Головачёв был осуждён за совершение 5 убийств и приговорён к пожизненному лишению свободы. В последующие годы он дал признательные показания в совершении ещё 9 убийств.

## Биография

### Ранние годы
Андрей Головачёв родился 22 июня 1967 года в посёлке Ярега на территории Республики Коми. Имел брата. Рос в социально благополучной обстановке. Отец Андрея — Григорий имел два высших образования и практически всю трудовую карьеру работал на руководящих должностях в различных предприятиях. В школьные годы Андрей Головачёв занимался занимался спортом, в частности посещал кружок по пулевой стрельбе в школе. На этом поприще он достиг неплохих успехов. В целях повышения навыков и опыта в стрельбе Андрей Головачёв большую часть свободного времени предпочитал проводить в тире, который был расположен рядом с его школой, однако из-за отсутствия карманных денег часто посещать тир не мог, вследствие чего в 1982 году вместе со своим другом Андреем Дмитриевым начал зарабатывать деньги кражами у школьников и студентов дипломатов, которые были в дефиците для большинства советских семей, но пользовались большой популярностью среди учеников школ. Головачев и Дмитриев в течение 1982 года совершили несколько краж дипломатов, которые затем продавали другим лицам по цене от 19 до 25 советских рублей. 18 октября 1982 года они были арестованы. На судебном процессе суд посчитал доказательства их вины исчерпывающими, после чего 18 января 1983 года признал Головачёва и Дмитриева виновными в совершении краж и назначил им уголовное наказание в виде 3 лет лишения с отбыванием его в колонии для несовершеннолетних. Однако в связи со смертью Леонида Брежнева, они попали под амнистию, вследствие чего суд сократил им уголовное наказание до 1 года и 6 месяцев тюремного заключения. Андрей Головачёв вышел на свободу весной 1984 года. Спустя несколько недель после освобождения он решил навестить свою бабушку, которая проживала в городе Балашиха. Вместе с товарищем он тайком пробрался в поезд, следующий в Балашиху, однако вскоре были обнаружены проводниками и как безбилетники были высажены на одной из железнодорожной станции. После неудачной попытки продолжить путь в Балашиху автостопом Головачёв вместе с другом решили совершить угон автомобиля, который обнаружили на обочине дороги. Дождавшись появления хозяина автомобиля, который оказался грибником, Головачёв и его друг совершили на него нападение, в ходе которого нанесли ему ножевое ранение. Угрожая мужчине убийством, они вынудили его отвезти их в Ярославль, где были задержаны и арестованы сотрудниками милиции на территории. Осенью того же года Головачёв был осужден и приговорен к 4.5 годам лишения свободы. В очередной раз Андрей Головачёв вышел на свободу в 1989 году. После освобождения он вернулся к родителям в Ухту. Благодаря протекции отца, он вскоре стал посещать курсы машинистов крана. После прохождения курсов, Головачёв в августе 1990 года устроился на работу на Ухтинском механическом заводе машинистом мостового крана, где проработал с 13 августа по 13 декабря 1990 года. На рабочем месте непосредственными руководителями он характеризовался положительно и нарушений трудовой дисциплины не допускал, однако в декабре 1990 года он уволился, так как по собственному признанию не привык зарабатывать на жизнь честным трудом. В середине 1980-х годов после выхода закона «О кооперации» и расцвета кооперативного движения, крышевание и рэкет которого приносило большие доходы, Головачёв начал криминальную деятельность в Ухте. Согласно свидетельствам самого Головачёва, в 1991 году он вошел ОПГ, лидером которой якобы был мастер спорта по боксу Александр Викторович Любезнов (род. 30 сентября 1960), который на тот момент работал директором детской юношеско-спортивной школы № 3 города Ухты. Помимо Любезного, членами ОПГ являлись Борис Пироговский, Николай Попов, Владимир Капсамунов и Адрей Богомолов. В криминальном мире Головачёв был известен под прозвищем «Шварц».

### Убийства
6 сентября 1996 года Головачёв вместе с друзьями отдыхал в одном спортклубов на территории Ухты. Во время распития алкогольных напитков к ним присоединились четыре девушки, после чего одну из них, Елену Александрову, Андрей Головачёв предложил подвезти до её дома. Позже тем же днём, находясь в салоне своего автомобиля он вместе с своим приятелем по фамилии Пироговский и Александровой пытался совершить изнасилование девушки. Получив отказ, Головачёв стал наносить удары ножом потерпевшей, после чего вытащил ее из машины и нанёс ей ещё несколько ударов ножом, от последствий которых она умерла. Труп убитой Головачёв и Пироговский сбросили с моста в реку Пожня.
18 ноября 1996 года Головачёв на почве неприязненных отношений в ходе ссоры совершил убийство Мельника. В тот день он вместе с ним явился в его квартиру, расположенную в доме № 8 по ул. 30 лет Октября на территории Ухты, где между Мельником и его женой произошла ссора, в ходе которой Мельник избил её. Став свидетелем избиения женщины, Головачёв застрелил Мельника. После совершения убийства Андрей Головачёв завернул труп Мельника в шторы и при помощи приятеля Пироговского вынес его из квартиры на улицу, после чего они вывезли его за пределы города на автомобиле Головачёва. Жена убитого, ставшая свидетельницей преступления не стала обращаться в милицию. Во время уборки квартиры она отмыла пятна крови и заметила отверстия в дверце шкафчика под умывальником, в мусорном ведре и в полу под раковиной, после чего Головачёв с целью уничтожения улик, заменил дверцу под умывальником.
8 декабря 1996 года Головачёв совершил убийство майора милиции Андрея Вызова, с которым он познакомился в баре под названием «Генрих». После знакомства Головачёв предложил подвезти Вызова, но во время поездки Вызов увидел в салоне автомобиля Андрея Головачёва пистолет марки ТТ и заявил, что сообщит об этом в правоохранительные органы, после чего Головачёв и находившийся рядом с ним в машине Капсамунов застрелили Вызова. После совершения убийства Головачёв отвез свой автомобиль ВАЗ 2108 своему другу Попову, который позже свидетельствовал о том, что обнаружил в салоне машины много следов крови, а также пулевые отверстия в крыше автомобиля, в правом боковом заднем стекле и три гильзы. Труп Вызова Головачёв сбросил под автодорожным мостом трассы Ухта-Седью. В одежде убитого было обнаружено его служебное удостоверение.
6 января 1997 года Головачёв совместно с приятелями Капсамуновым, Поповым, Богомоловым и Любезновым находились в спортклубе «ДЮСШ-3» на территории Ухты, где вскоре появился их знакомый по фамилии Анисимов. Во время разговора между Головачёвым и Анисимовым произошла ссора, в ходе которой Головачёв пытался застрелить Анисимова, но ему помешал Любезнов, после чего Головачёв вынудил Анисимова покинуть помещение и позже застрелил его на территории клубного бассейна.
Через несколько дней Головачёв был объявлен в розыск. Узнав об этом, он покинул Ухту и сбежал в Москву с целью затеряться на просторах Московской области. Орудие убийства он отдал своей знакомой по фамилии Кораблева, которая в свою очередь передала его Капсамунову, который вскоре явился в милицию с повинной, сдал пистолет и дал показания против Головачёва. В середине 1997 года Головачёв был арестован, и ему были предъявлены обвинения в совершении 4 убийств, а также обвинения в незаконном приобретении, ношении, хранении и перевозке огнестрельного оружия и боеприпасов. Его вина подтверждалась свидетельскими показаниями его друзей Пироговского, Капсамунова, Попова, Любезнова, Богомолова, Мельник, Кораблевой, а также заключением судебно-баллистической экспертизы, исследовавшей пистолет и патроны, которые, согласно показаниям его друзей, принадлежали Андрею Головачёву и с помощью которых были совершены все убийства.
В конце 1997 года во время очередного заседания по продлению ему меры пресечения судья неожиданно отпустил убийцу из-под стражи на свободу под подписку о невыезде, после чего Головачёв покинул территорию республики Коми и скрылся. Он был объявлен в федеральный розыск, но его удалось задержать лишь в 2000 году на территории Московской области после совершения ещё одного убийства.

### Судебные процессы и новые признания
Головачёв был этапирован на территорию республики Коми, где 13 мая 2002 года был признан виновным в совершении убийств и получил в качестве уголовного наказания пожизненное лишение свободы. После осуждения в Коми он был возвращён в Московскую область, где 26 мая 2003 года Московским областным судом был осуждён за совершение пятого убийства. Головачёв отбывал уголовное наказание в исправительной колонии ИК-5 УФСИН России по Вологодской области, более известной как «Вологодский пятак».

Отбыв в заключении около 10 лет, в 2013 году Головачёв связался со Следственным управлением Следственного комитета Российской Федерации по Владимирской области и дал признательные показания в совершении убийства мужчины в 1999 году на территории города Александров. Показания Андрея Головачёва были признаны действительными, после чего он покинул «Вологодский пятак» и был этапирован на территорию Владимирской области. На допросах Андрей поведал сотрудникам правоохранительных органов о том, что в 1999 году действительно жил в Александрове и снимал комнату у мужчины, который занимался рэкетом и вымогательством со стороны гастарбайтеров. Головачёв заявил, что убил хозяина квартиры во время ссоры: 
Не вставая из-за стола, я схватил топор, который, как всегда, стоял у печки. Поднял над собой, взял в обе руки и сверху вниз ударил хозяина по голове, скорей всего, в левую часть. Топор застрял в черепе, и я не смог его вытащить. В итоге закопал тело в подвале, убрался в квартире и ушёл.
. В конечном итоге расследование был завершено, и материалы уголовного дела были переданы в суд. В 2014 году Головачёв был признан виновным в совершении этого убийства и получил в качестве уголовного наказания 9 лет лишения свободы, после чего был возвращён в «Вологодский пятак».
В 2019 году Андрей Головачёв связался с прокуратурой Московской области и дал признательные показания в совершении ещё 3 убийств. Согласно его показаниям, в 1998 году Головачёв проживал на территории города Хотьково (Московская область) в съёмной квартире, скрываясь от правоохранительных органов. Там он весной того же года убил хозяина квартиры и его двух друзей, после чего покинул территорию Московской области и начал вести бродяжнический образ жизни, постоянно меняя места жительства в разных регионах страны. Он утверждал, что совершил тройное убийство в состоянии алкогольного опьянения после того, как рассказал хозяину квартиры и его друзьям о том, что находится в розыске, после чего принял решение убить их, опасаясь, что они пойдут в милицию. В результате он убил троих мужчин, а потом сбежал. После получения показаний Головачёв покинул колонию и спустя 17 лет был возвращён обратно на территорию Московской области, где подвергался допросам и принимал участие в проведении следственных экспериментов, целью которых было воспроизведение опытным путём действий, обстановки и других обстоятельств, связанных с совершением убийств.
После завершения расследования Головачёв дал признательные показания в совершении ещё 5 убийств. Он утверждал, что после совершения убийств в Хотьково отправился в Краснодарский край, где в посёлке Дагомыс арендовал  трехкомнатную квартиру у женщины. Позднее Головачёв убил хозяйку квартиры Наталья Зубареву вместе с её 25-летним сыном Игорем, нанеся ему топором не менее 47 ударов, после чего сбежал. Несколько недель он скрывался на территории посёлка Хоста, где познакомился с девушкой, которая согласилась сдать ему в аренду комнату в своей квартире, после чего он её также убил. Согласно показаниям Головачёва, после этого он отправился в город Шахты (Ростовская область). В течение нескольких дней он просмотрел ряд объявлений о продажах квартир. Откликнувшись на одно из них, он явился по указанному адресу, осмотрел помещение квартиры вместе с хозяевами и вернулся туда вечером, где обнаружил девушку, которую также зарезал. Совершив очередное убийство, Головачёв покинул Шахты и переехал в Воронеж, где, действуя по той же схеме, нашёл объявление о сдаче комнаты, явился в квартиру и убил хозяйку.
Во время допросов Головачёв точно назвал даты, место, черты внешности жертв, обстоятельства и причины убийства. В совершении всех убийств преступник продемонстрировал выраженный образ действия. Во всех случаях он выискивал объявление о сдаче комнаты или продаже квартиры, после убивал собственников жилья или проживающих там людей, нанося им от 20 до 40 колото-резаных ран, после чего перерезал горло. В период с 2019 по 2022 год Головачёв, спустя более чем два десятилетия, под конвоем возвращался на места преступлений, где в квартирах убитых им людей принимал участие в следственных экспериментах. Также следствию удалось найти свидетелей, соседей и знакомых убитых, которые опознали Головачёва в качестве арендатора квартир.
11 февраля 2022 года расследование было завершено, и Андрею Головачёву официально было предъявлено обвинение в совершении ещё 8 убийств. В декабре 2024 года был осуждён к 12 годам лишения свободы за убийство 2 человек совершённое в 1999 году в городе Александров.
Летом 2023 года выяснилось, что Андрей Головачёв, несмотря на пожизненный срок, является состоятельным человеком и имеет на своих банковских счетах несколько миллионов рублей. В июле 2023 года Сергиево-Посадский городской суд удовлетворил гражданские иски родственников двух его жертв о взыскании с виновного компенсации морального вреда. Размер компенсаций устанавливался с учетом степени родства и составил в одном случае 400 000 рублей, а в другом — 1 миллион рублей. После этого судебные приставы обратили взыскание на счета Головачева, с которых сумма в размере 1 400 000 рублей была перечислена родственникам убитых в Воронеж и Сочи.

## В массовой культуре
- Документальный фильм «Последние гастроли Шварца» из цикла «Честный детектив» (2025)